# Rio das Ostras
Rio das Ostras é um município brasileiro das Baixadas Litorâneas, no estado do Rio de Janeiro. Está a uma altitude de quatro metros e sua população, conforme o Censo de 2022, era de 156 491 habitantes.
Dotado de belas praias, tem recebido altos investimentos aplicáveis em infraestrutura provenientes dos royalties concedidos pela Petrobras na área em questão. As praias mais conhecidas são: Praia da Tartaruga, Praia do Centro, Praia da Boca da Barra e Praia de Costazul. Na praia de Costazul existe a possibilidade da prática do surfe. Um dos pontos mais visitados no município é a Praça da Baleia, ao final da praia de Costazul. Nesta praça, há uma estátua de baleia Jubarte esculpida em bronze.

## História
A história de Rio das Ostras perde-se nos meados de 1575, comprovada em relatos de antigos navegadores que passavam por esta região.
Situada na Capitania de São Vicente e habitada pelos indígenas Tamoios e Goitacases, Rio das Ostras tinha a denominação de Rio Leripe (molusco ou ostra grande), ou Seripe. Parte das terras da Sesmaria cedida pelo capitão-mor governador Martim Correia de Sá, no dia 20 de novembro de 1630 foi delimitada com dois marcos de pedra, colocados em Itapebussus e na barreta do rio Leripe, com a insígnia do Colégio dos Jesuítas.
Os indígenas e os jesuítas deixaram suas marcas nas obras erguidas nestes trezentos anos, como o da antiga igreja de Nossa Senhora da Conceição, o poço de pedras e o cemitério, com a ajuda dos índios e dos escravos. Após a expulsão dos jesuítas no ano de 1759, a igreja foi terminada no final do século XVIII, provavelmente pelos Beneditinos e Carmelitas.
A antiga igreja desmoronou totalmente na década de 1950 e sem restar ruínas, foi construída em 1950 uma nova igreja, próximo ao local onde se situava a primeira.
Um grande marco na cidade é a passagem do Imperador D. Pedro II. Que veio a descansar na sombra da figueira centenária.
O crescimento da cidade deu-se ao redor da igreja, e Rio das Ostras como rota de tropeiros e comerciantes rumo à Campos dos Goytacazes e Macaé, teve um progressivo desenvolvimento com a atividade da pesca, que foi o sustentáculo econômico da cidade até os meados do século XX.
A chegada da Estrada de Ferro Leopoldina, a construção da Rodovia Amaral Peixoto, a expansão turística da Região dos Lagos pela instalação da Petrobras em Macaé, foram de extrema importância para o crescimento e desenvolvimento de Rio das Ostras, que viu sua população crescer até chegar ao momento de sua emancipação político-administrativa, do município de Casimiro de Abreu, em 10 de abril de 1992.

## Geografia
Com 228 km² de área total, o município de Rio das Ostras tem em sua geografia caracterizada por um rico patrimônio natural e cultural.
Atualmente, encontra-se entre os municípios de maior taxa de crescimento demográfico no estado, 11% ao ano.

### Divisão administrativa
A lei estadual nº 1984/92 criou o município de Rio das Ostras, com sede na antiga vila do mesmo nome, formado do território do distrito de Rio das Ostras, desmembrado do município de Casimiro de Abreu.
O artigo 2º garante ao território do município de Rio das Ostras, a jurisdição em relação a dois distritos constituídos, sendo eles: Mar do Norte e Rocha Leão.

#### Distritos e localidades
Os principais núcleos populacionais do município de Rio das Ostras são a cidade-sede e duas vilas que compõem distritos municipais:
- Mar do Norte;
- Rocha Leão.

Mar do Norte
O Mar do Norte é um pequeno aglomerado urbano, situado ao litoral norte do município, o que sugeriu o nome, o Mar do Norte. Tem um grande potencial turístico, e atrai o público por suas belezas naturais. O distrito se localiza mais próximo da cidade de Macaé do que do centro urbano de seu município constituído.
Rocha Leão
Pequeno distrito, sua estrutura urbana é distante do centro de Rio das Ostras. As serras do Pote e da Careta estão junto a pequenos montes, com clima relativamente frio. A principal atração turística é o ecoturismo.

### Gerenciamento costeiro
Por estar inserido no bioma zona costeira, a gestão desse bioma no município de Rio das Ostras é viabilizada pelo fato deste ente local possuir um plano municipal de gerenciamento costeiro, instituído por uma lei municipal aprovada pela Câmara de Vereadores (Lei municipal nº 2.779/2022).
O Plano Municipal de Gerenciamento Costeiro (PMGC) de Rio das Ostras tem o objetivo prioritário de regulamentar a utilização no território municipal dos recursos existentes na Zona Costeira. Assim, o PMGC contribui com a garantia e elevação da qualidade da vida da população municipal e a proteção do seu patrimônio natural, histórico, étnico e cultural.
Uma particularidade da governança da política pública de gerenciamento costeiro de Rio das Ostras é que a lei municipal riostrense prevê um órgão colegiado que atua como um mecanismo de participação cidadã na gestão da zona costeira local: o Conselho Municipal de Gerenciamento Costeiro.

## Política e administração
Sendo um município do Brasil, Rio das Ostras é administrada por dois poderes, o executivo e o legislativo, independentes e harmônicos entre si. O primeiro é representado pelo prefeito, auxiliado pelo seu gabinete de secretários e eleito pelo voto popular para um mandato de quatro anos, sendo permitida uma única reeleição para mais um mandato consecutivo, enquanto que o segundo é representado pela Câmara Municipal de Rio das Ostras, órgão colegiado de representação dos munícipes que é composto por vereadores também eleitos por sufrágio universal.
As atuais autoridades que ocupam cargos de chefia na organização político-administrativa de Rio das Ostras são as seguintes:
- Prefeito: Carlos Augusto – PL (2025–2028)[9]
- Vice-prefeito: Dr. Fábio Simões – MDB (2025–2028)[9]
- Presidente da Câmara: A ser definido nas eleições na Mesa Diretora da Câmara Municipal.

## Economia

### Turismo

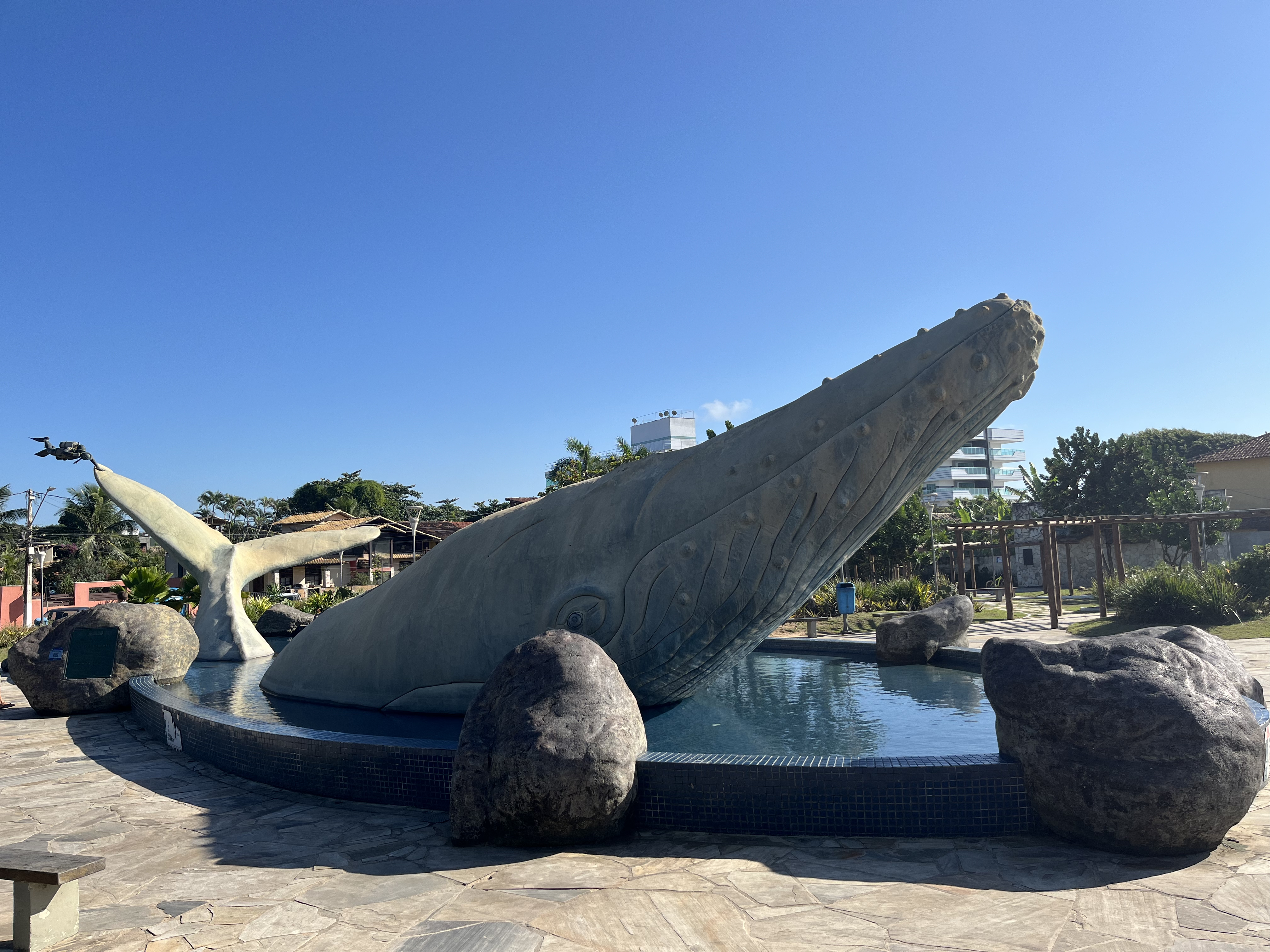
Escultura de uma baleia-jubarte, na Praça da Baleia.

Conforme o Poder Executivo local, os principais pontos turísticos do município são:
- Píer do Emissário de Costazul — localizado na praia do Costazul, o emissário possui um píer com 200 metros para dentro da praia liberado para as pessoas onde é possível ter uma bela vista da região serrana da cidade e a prática de pesca amadora
- Orla do Centro
  - Figueira centenária — figueira centenária onde o imperador brasileiro Dom Pedro II se sentou a sua sombra para descansar. Na mesma figueira também repousaram o presidente Getúlio Vargas, o príncipe Maximiliano e o príncipe João Henrique.
  - Poço de Pedras do Largo de Nossa Senhora da Conceição — construído em meados do século XVIII, por mão-de-obra escrava, era a fonte de água à beira-mar, onde o povo servia-se de água para beber e lavar louça. Recuperado no ano 2000, é o resgate da memória e identidade cultural de Rio das Ostras
- Praça da Baleia — área de lazer e contemplação abriga a escultura de uma baleia-jubarte com 20 metros de comprimento, toda estrutura metálica, recoberta com chapas de bronze e liga de latão, feita pelo artista plástico, Roberto Sá, conhecido internacionalmente pelas esculturas hiper-realistas. Esta é a maior homenagem a um cetáceo no mundo[10][carece de fontes?]
- Museu do Sítio Arqueológico Sambaqui da Tarioba — inaugurado em 1998, com exposição de peças catalogadas pela época, origem e denominação em reconstituição da pré-história desta região e é um dos únicos in situ do Brasil
- APA da Lagoa de Iriry — lagoa com uma água escura, apelidada pelos moradores de "lagoa da Coca-Cola", pois apresenta uma intensa concentração de iodo, o que deixa a água com uma coloração semelhante à do refrigerante. Possui um mirante com cerca de 20 metros de altura
- Centro Ferroviário de Cultura Guilherme Nogueira — museu situado na centenária Estação Ferroviária de Rocha Leão que faz parte da linha da Estrada de Ferro Leopoldina, ligando o Rio de Janeiro a Vitória.[11]
- Praça do Trem — tem uma área total de aproximadamente 6 500m², sendo 420m² de área construída
- Monumento Natural dos Costões Rochosos — é uma faixa de rochas e praias entre a Praia da Joana e a Praça da Baleia, é unidade de conservação do Município, com riqueza e diversificação de fauna e flora
- Casa da Cultura Doutor Bento Costa Júnior — casa construída no final do século XIX para abrigar material de pesca e mais tarde como depósito de sal, transformada, por volta de 1940, na residência da família do médico Bento Costa Júnior. Foi considerada pelo Instituto Estadual do Patrimônio Cultural (Inepac) como patrimônio histórico e cultural da cidade. São realizadas mostras de artistas regionais no salão de exposições
- Poço de Pedras do Largo de Nossa Senhora da Conceição (Poço das Pedras) — construído pelos escravos em meados do século XVIII é o marco para a construção da cidade. Registros históricos indicam que o poço permitia acesso a água potável para a tripulação de embarcações que cruzavam a Baía Formosa e aportavam no cais do morro do Limão (atual Iate Clube)
- Parque Natural Municipal dos Pássaros — horto florestal com vegetação preservada da Mata Atlântica. Oferece informações de plantas e possui grande variedade de mudas ornamentais, medicinais e silvestres. Mini-zoo com animais domésticos e aves raras. São realizados passeios nas trilhas do Parque. Estes passeios são gratuitos. No mais longo deles, são gastos 40 minutos de caminhada pela restinga. No mais curto, é visitado um grande viveiro onde ficam espécies variadas de pássaros
- Orla de Costazul — obra de urbanização realizada pela Prefeitura, que em sua 1ª fase, criou 850 metros lineares de área de lazer e preservação, com ciclovia, academia de ginástica ao ar livre, quiosques, playgrounds e 15 mil m² de área de restinga preservada
- Centro Ferroviário de Cultura
- Parque Municipal Roberto Cação

Alguns outros locais de destaque:
- Reserva Biológica União (REBIO União) — administrada pelo Instituto Chico Mendes de Conservação da Biodiversidade (ICMBio) possui cerca de 53% do seu território localizado em Rio das Ostras e se estende aos municípios de Casimiro de Abreu (46%) e Macaé (1%), a REBIO União possui uma área total de 2 548 hectares de Mata Atlântica, onde ainda podem ser encontrados trechos de mata primária e ser observados exemplares da flora como: o vinhático, o jequitibá, o xaxim ou samambaiaçú, o palmito, etc. Pesquisas apontam que a Mata Atlântica da REBIO União possui a maior riqueza e diversidade vegetal entre todos remanescentes estudados no estado do Rio de Janeiro. Originalmente, as terras da REBIO União pertenciam a "Fazenda União", que durante o século XIX, pertenceu à Joaquim Luiz Pereira de Souza, pai do ex-presidente Washington Luís.[12]
- Manguezais (Ecossistema) — grande área preservada que se inicia perto da ponte de Costazul. Reserva ecológica. Possui riqueza de fauna e flora marinha.

### Feriados, festejos e eventos culturais
Esses são os principais eventos oficiais:
- Março/abril – Ostras Cycle (encontro de internacional de motociclistas)
- 6 e 8 de abril - Festival de Covers (evento com bandas covers no Camping de Costa Azul)
- 10 de abril - Aniversário do município
- Feriado de Corpus Christi – Rio das Ostras Jazz & Blues Festival
- Novembro – Festival de Frutos do Mar
- 8 a 10 de dezembro – festa da padroeira da cidade, Nossa Senhora da Conceição

Outros eventos
- 24 de junho – Festa de São João Batista
- 29 de junho a 2 de julho – Festa de São Pedro
- 28 a 30 de julho - Ostra Folia (carnaval fora de época)
- 5 de outubro – Festa de São Benedito